# セントポルタ中央町

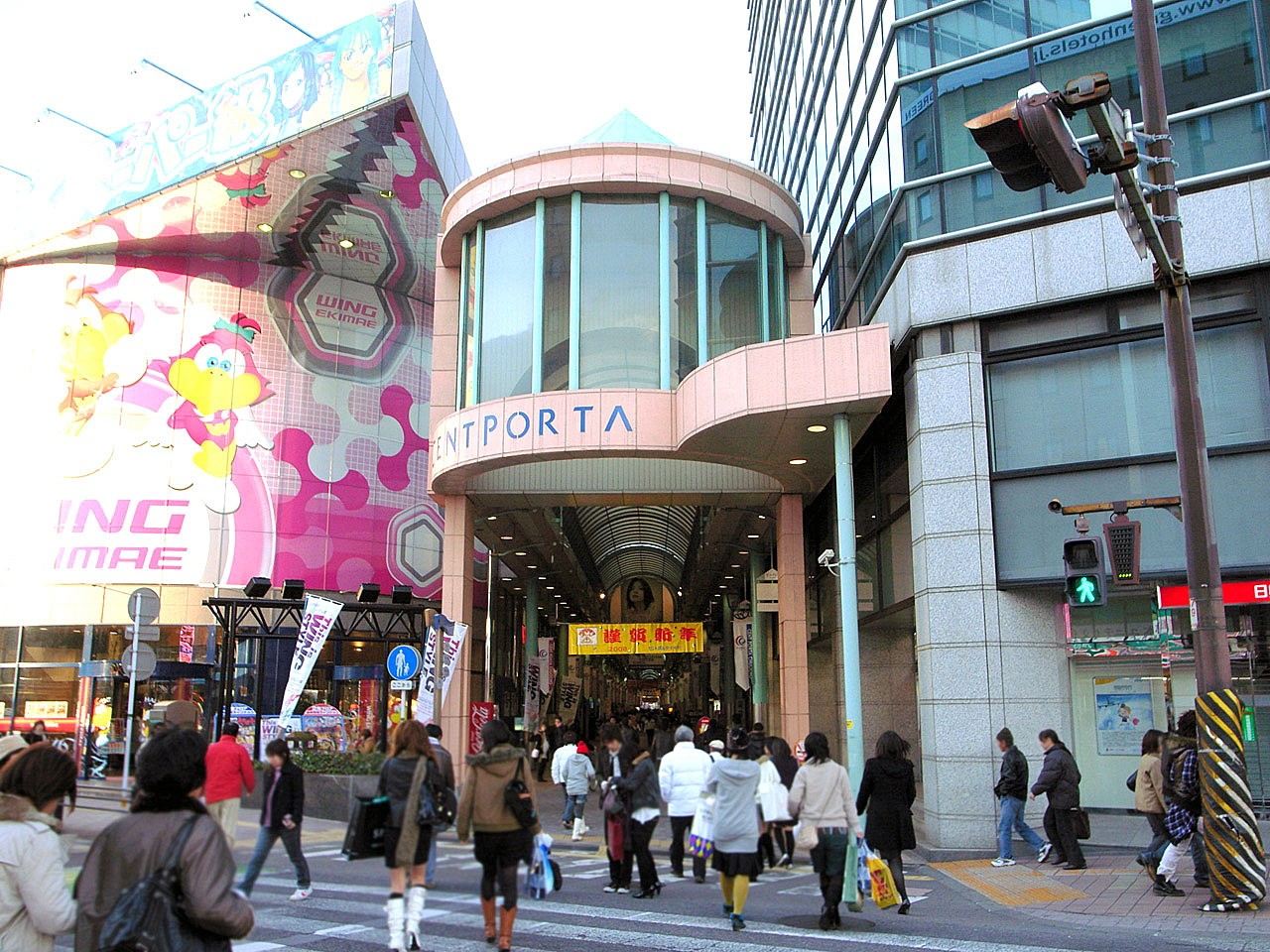
セントポルタ中央町大分駅側入口

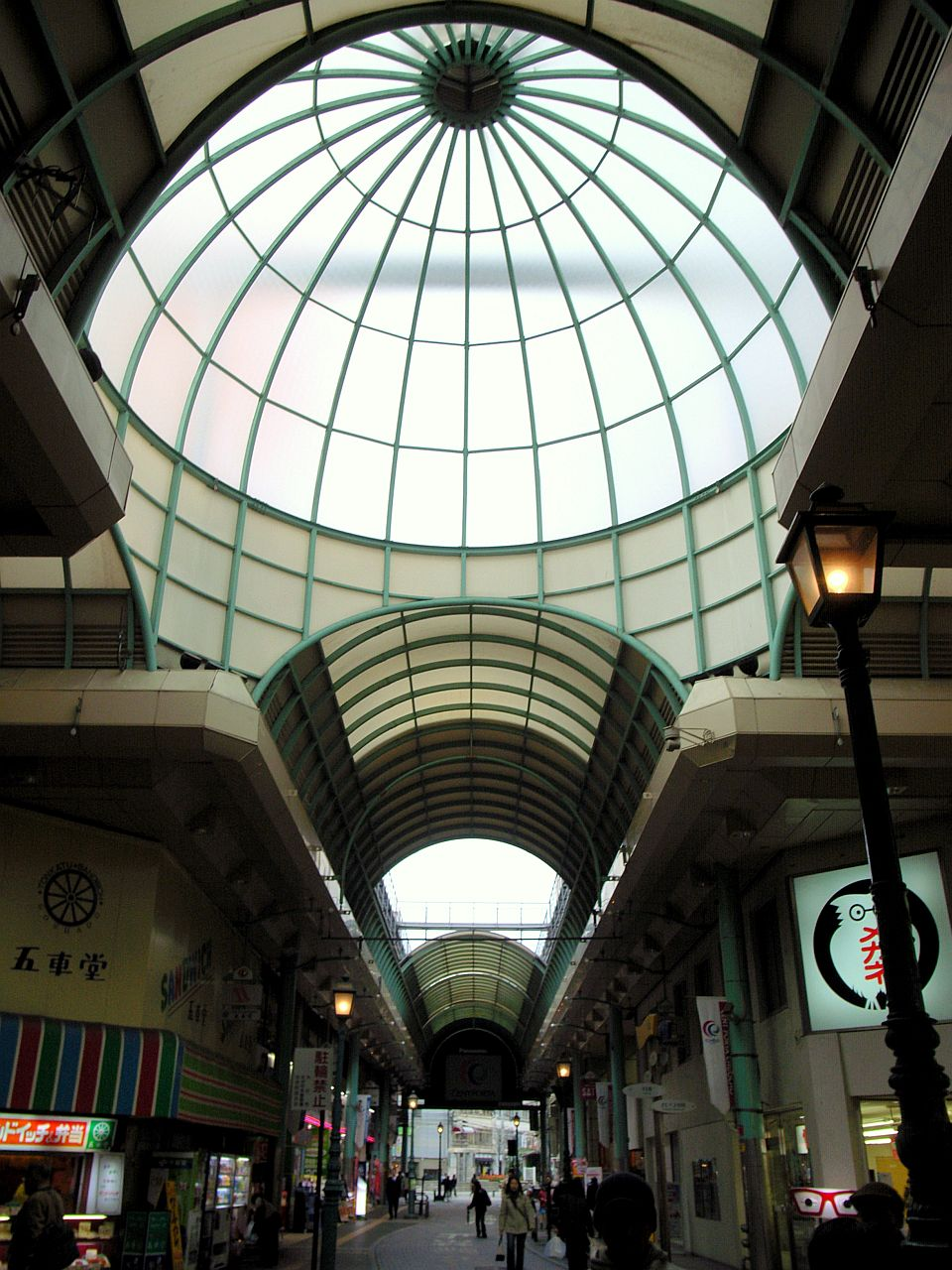
セントポルタ中央町ドーム

セントポルタ中央町（セントポルタちゅうおうちょう）は、大分県大分市中心部の中央町にあるアーケード商店街である。

## 概要
4本の通りからなる商店街である。最も中心となる通りは、大分市中心街の目抜き通りである中央通りの西側に並行して南北に延び、JR大分駅前の国道10号交差点から、大分市役所や大分県庁前を通る国道197号（昭和通り）へと続く。国道197号を渡った先は、大分市きっての歓楽街の都町となる。
商店街には、この通りに交差する東西方向の3本の通りも含まれる。このうち、トキハと若草公園を結ぶ通り（東若草通り）は、以前からセントポルタ中央町を構成していた通りで、メインの通りとの交差部には開閉式ドームが設けられている。その南北に位置する残る2本の京町通り及び笠和通り（西若草通り）は、1998年（平成10年）4月に新たにセントポルタ中央町に加わったものである。なお、その後、笠和通り（西若草通り）は大分市若草通り商店街となっている。
セントポルタ中央町のメインの通りはその北端でガレリア竹町と交差しており、セントポルタ中央町及びガレリア竹町を経由することで、大分駅からほとんど濡れることなくOASISひろば21まで行くことができる。また、OASISひろば21と2015年（平成27年）4月に開館予定の大分県立美術館とは屋根付き歩道橋で連絡される予定であり、さらに、2015年（平成27年）度にはセントポルタ中央町のアーケードを国道10号を超えて大分駅側に延伸して、末広町1丁目側のアーケードと繋げる計画がある。この計画が実現すると、大分駅から大分県立美術館までが屋根付き通路で結ばれ、雨に濡れることなく通行できるようになる。

## リニューアル
セントポルタ中央町では、1996年（平成8年）3月28日に大規模なリニューアルが完成し、その際に名称を中央町商店街からセントポルタ中央町に改めた。このリニューアルでは、アーケードを架け替えて交差部に開閉式ドームを設けるとともに、通りは天然石タイルによるカラー舗装とされ、ベンチや樹木が設けられた。また、インテリジェントアーケードと銘打ち、180インチ16面マルチビジョンを設置するとともに、当時はまだ一般家庭への普及が進んでいなかったインターネット端末を通りの各所に配置した。セントポルタ中央町のセントポルタ（centporta）は、ポルトガル語で「中央」を意味するセントロ（centro）と「港」、「門」を意味するポルト（porto）からの造語で、大分市の中心にあり、その入口となる場所をイメージして付けられた。
2014年（平成26年）11月からはリニューアル以来の大規模な改修が行われている。アーケードの屋根の張り替えが行われるほか、故障が多く2008年（平成20年）以来利用されていなかったマルチビジョンが撤去されている。